# Ralsko
Ralsko – miasto w Czechach, w kraju libereckim, w powiecie Česká Lípa.
Według danych szacunkowych na rok 2020 liczyło 2137 mieszkańców.